# 看哪，这个人！ (丁托列托)
看哪，这个人！（Ecce Homo）是威尼斯画家丁托列托的一幅画作，绘制于1565-1567年，藏于威尼斯圣罗格大会堂阿尔伯戈厅（sala dell'Albergo）。丁托列托在这里完成了好几幅画作：天花板《圣罗格荣升天堂》、《钉十字架》、《登上加略山》、《看哪，这个人！》和《基督在彼拉多面前受审》。